# Изменниците на Македонското дело
„Изменниците на Македонското дело“ е историческо съчинение, като отговор на публикуваната две години по-рано „Заговорът против Тодор Александров. По данни на Вътрешната Македонска Революционна Организация“, с която Йордан Бадев и ВМРО обвиняват Димитър Влахов и левицата за убийството на Тодор Александров.
В нея се атакува ВМРО на Иван Михайлов и Александър Протогеров, както и в други издания Влахов и неговите съидейници все още употребяват термините „македонци“ и „българи“ като синоними.